# Dorfkirche Sommerfeld

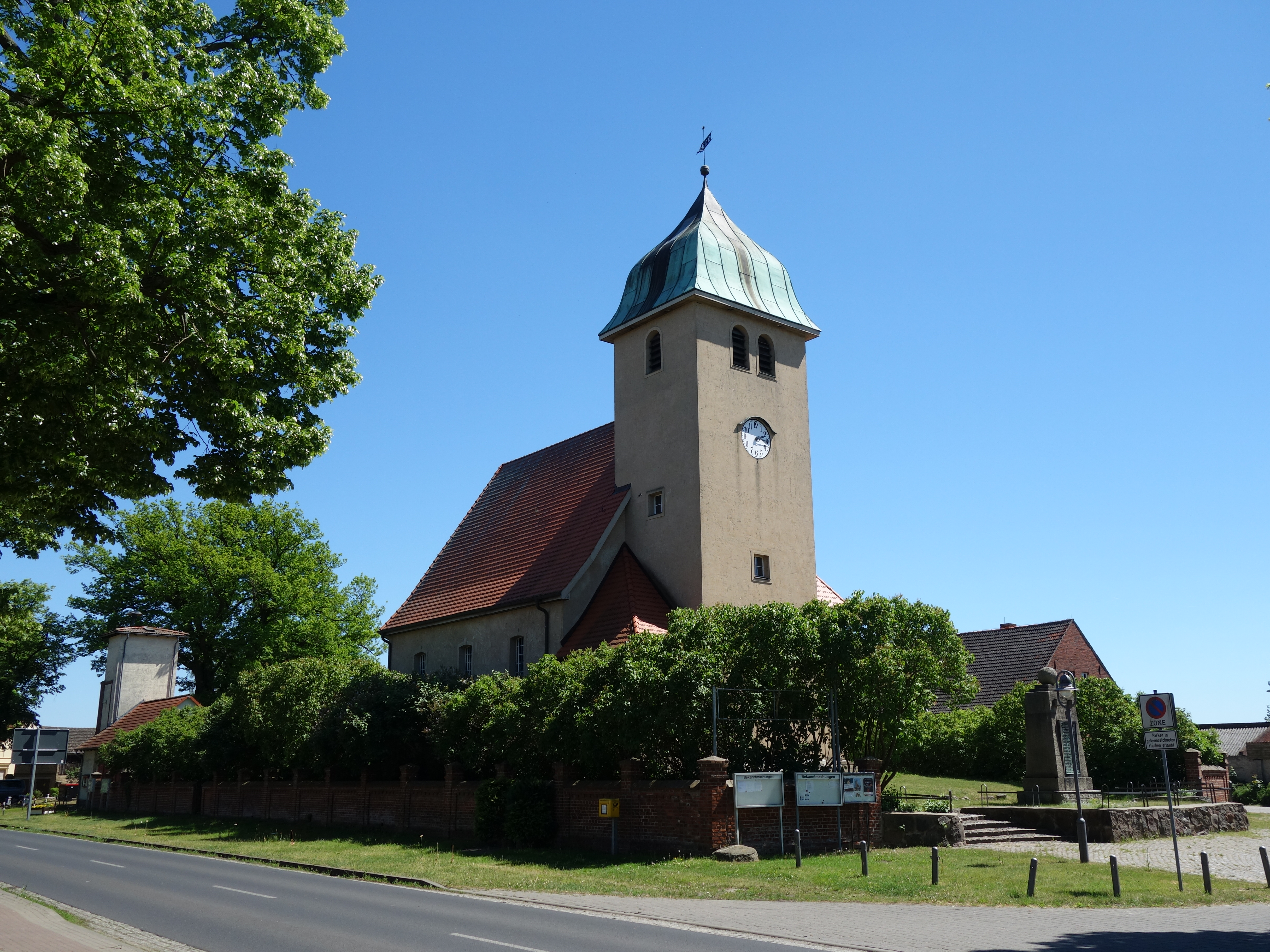
Dorfkirche in Sommerfeld

Die evangelische Dorfkirche Sommerfeld ist eine Saalkirche in Sommerfeld, einem Ortsteil der Stadt Kremmen im brandenburgischen Landkreis Oberhavel. Die Kirche gehört zur Evangelischen Kirchengemeinde Kremmen im Kirchenkreis Oberes Havelland der Evangelischen Kirche Berlin-Brandenburg-schlesische Oberlausitz an. Das Gebäude steht unter Denkmalschutz.

## Baubeschreibung

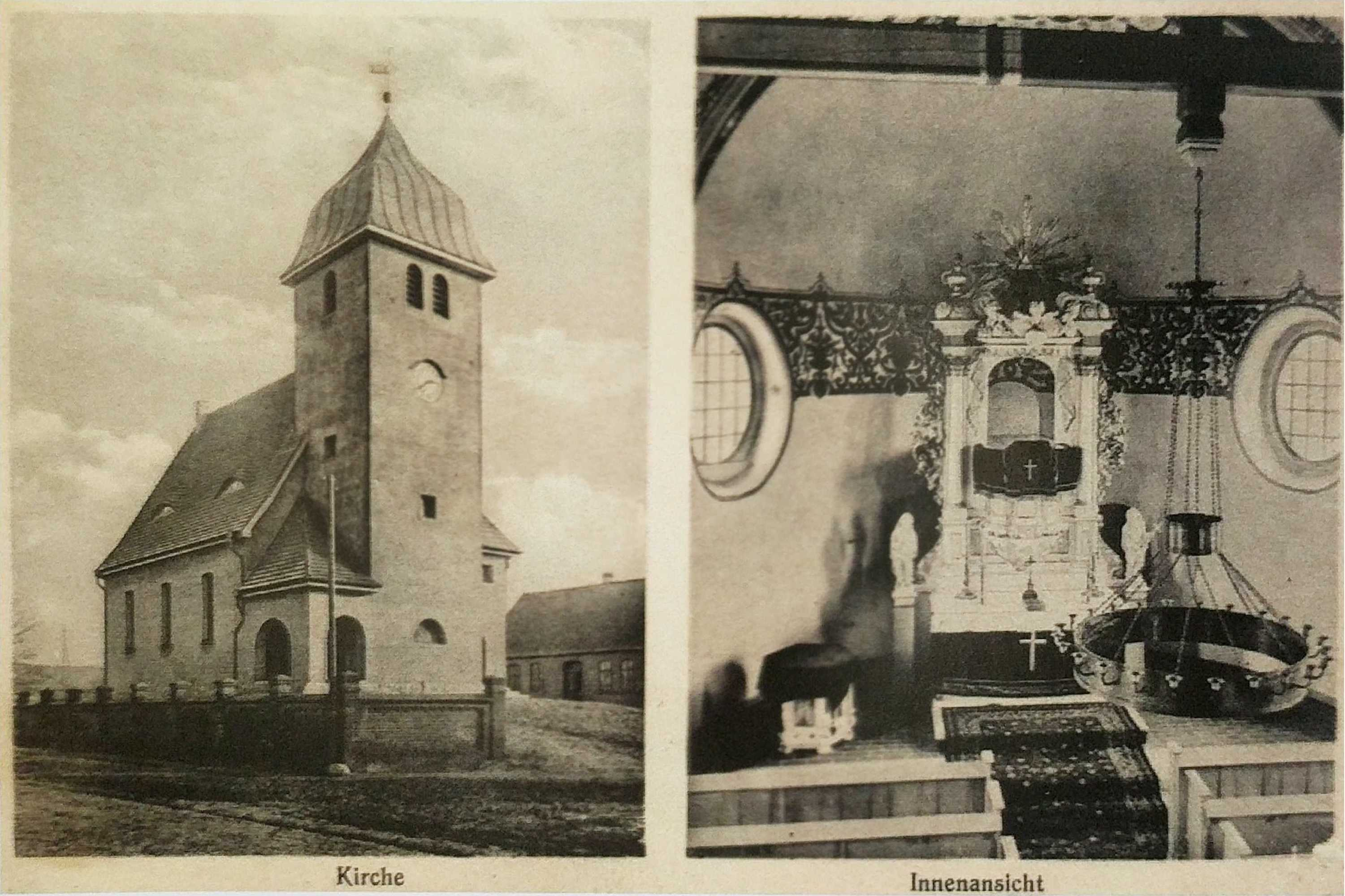
Historische Postkarte mit Innenansicht

Es handelt sich um einen neobarocken verputzten Saalbau mit asymmetrischen Anbauten sowie einen hohen Westturm mit Schweifhaube, der von 1910 bis 1913 erbaut wurde. Im Inneren der Kirche befindet sich eine segmentbogige Holztonne, die mit Wolken und Engeln verziert ist. Ein hölzerner Kanzelaltar aus den Jahren 1734/40 wird von einem Gottesauge in Strahlenglorie gekrönt und von den Schnitzfiguren der Tugenden Caritas und Fides flankiert. Auf der Westempore befindet sich ein qualitativ hochwertiger Schnitzaltar aus dem 16. Jahrhundert, in dessen Mittelschrein Maria mit dem Kind zwischen vier Heiligen (Barbara, Jakobus major, ?, Bartholomäus) dargestellt ist. Auf den gemalten Flügeln befinden sich die Heiligen Georg und Andreas vor einem Landschaftshintergrund, während die Flügelaußenseiten vier Gemälde zeigen: die Verkündigung, die Enthauptung Johannes des Täufers, die Marter des heiligen Sebastian und den Erzengel Michael. Eine hölzerne achteckige Taufe aus dem frühen 17. Jahrhundert mit Säulchen und Beschlagwerk und verschiedenen Sprüchen und Malereien, darunter die Taufe Christi, ist ebenfalls vorhanden. Schließlich gibt es noch ein kleines hölzernes Kruzifix aus dem 18. Jahrhundert.